# Heuchera rubescens
Heuchera rubescens är en stenbräckeväxtart som beskrevs av John Torrey. Heuchera rubescens ingår i släktet alunrötter, och familjen stenbräckeväxter.

## Underarter
Arten delas in i följande underarter:
- H. r. alpicola
- H. r. glandulosa
- H. r. pachypoda
- H. r. rydbergiana
- H. r. truncata
- H. r. versicolor

## Bildgalleri

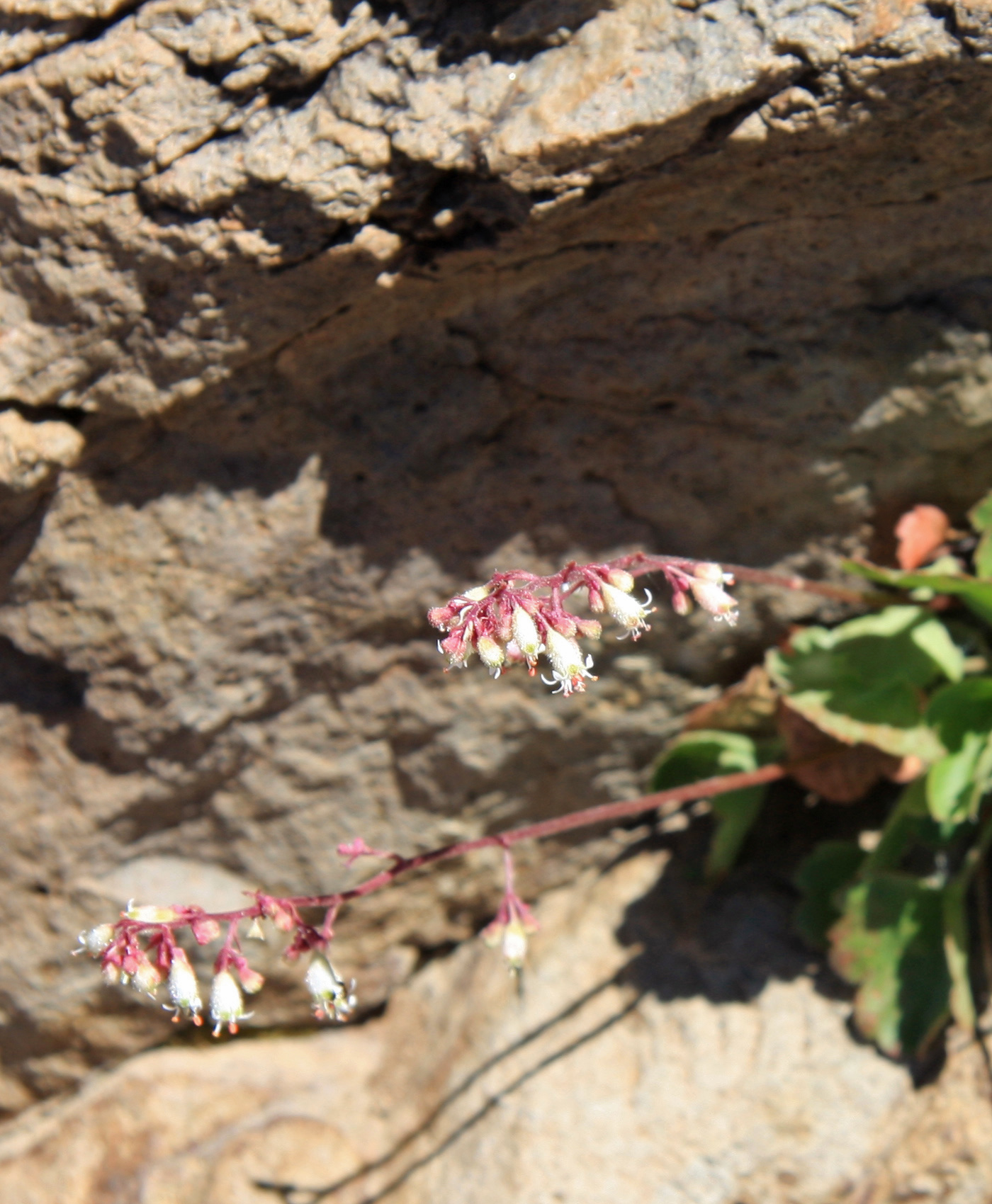
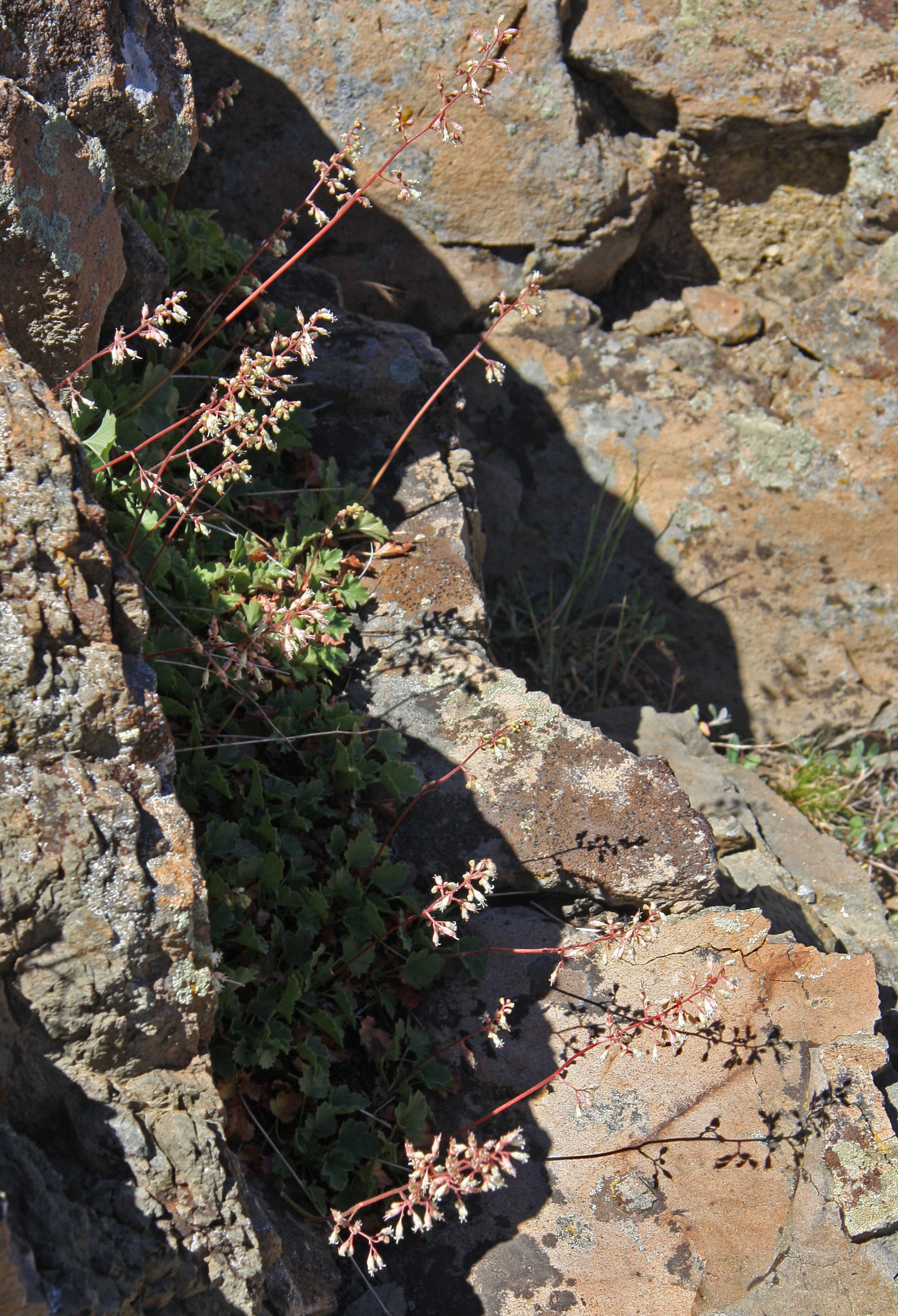
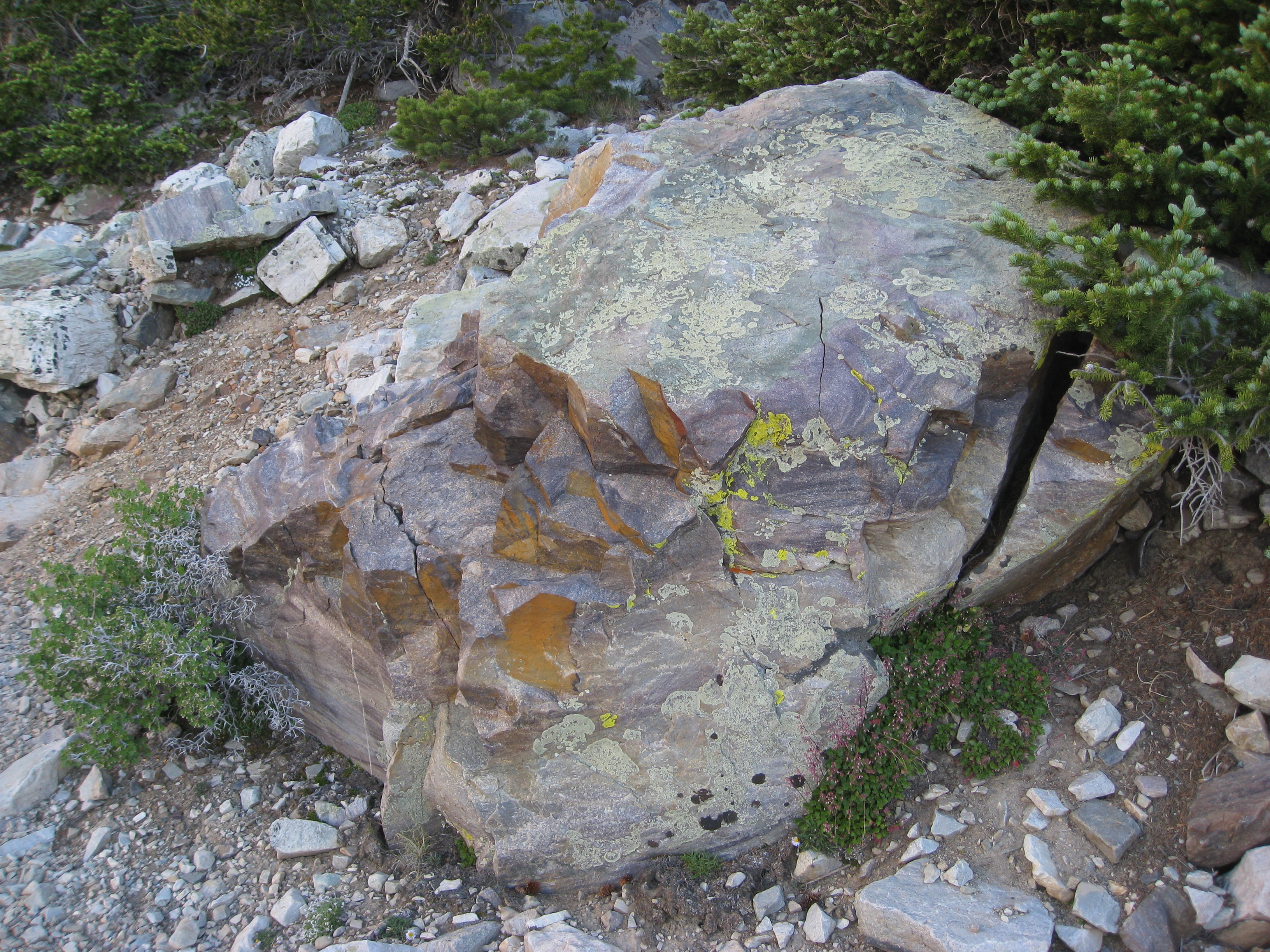
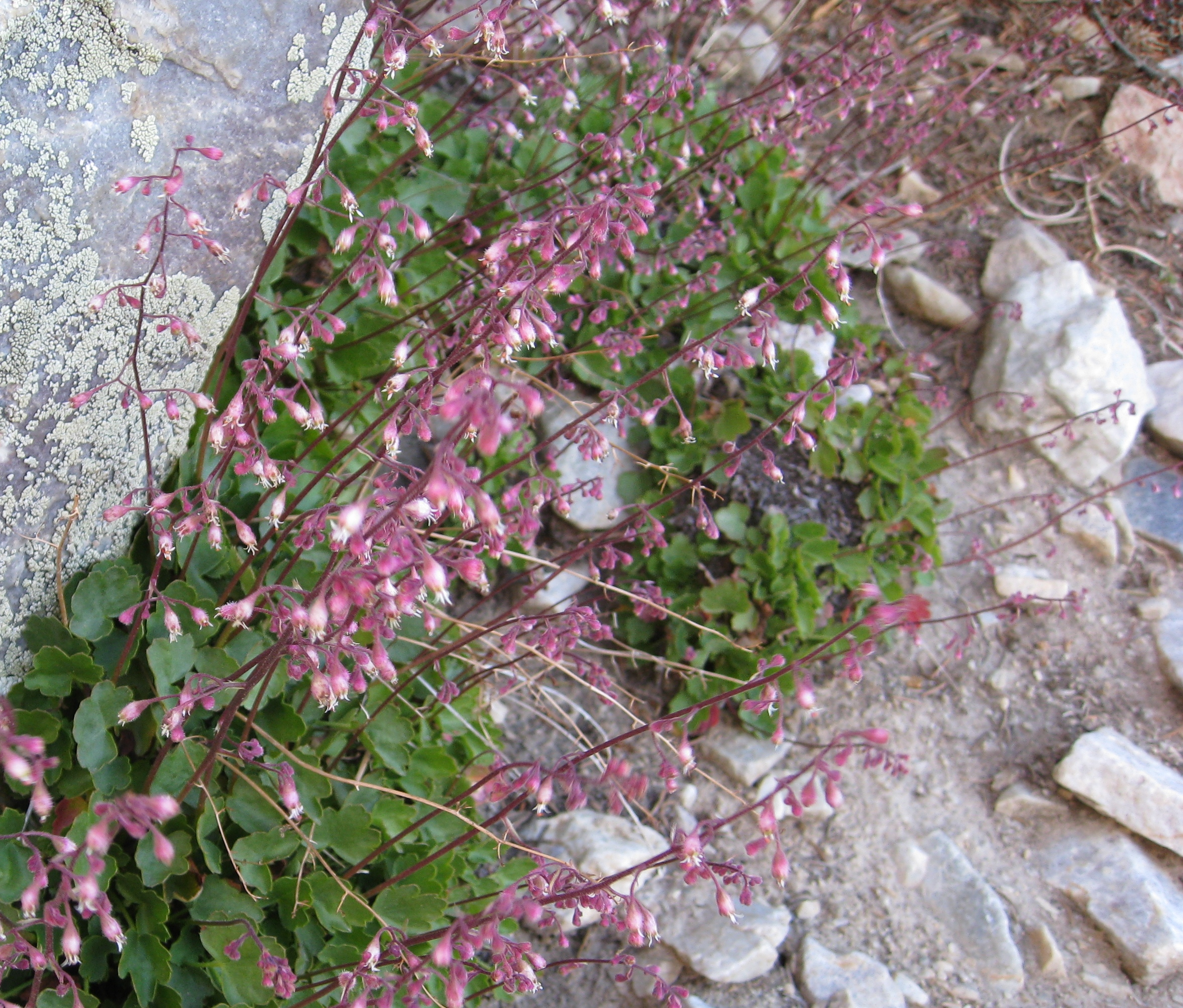
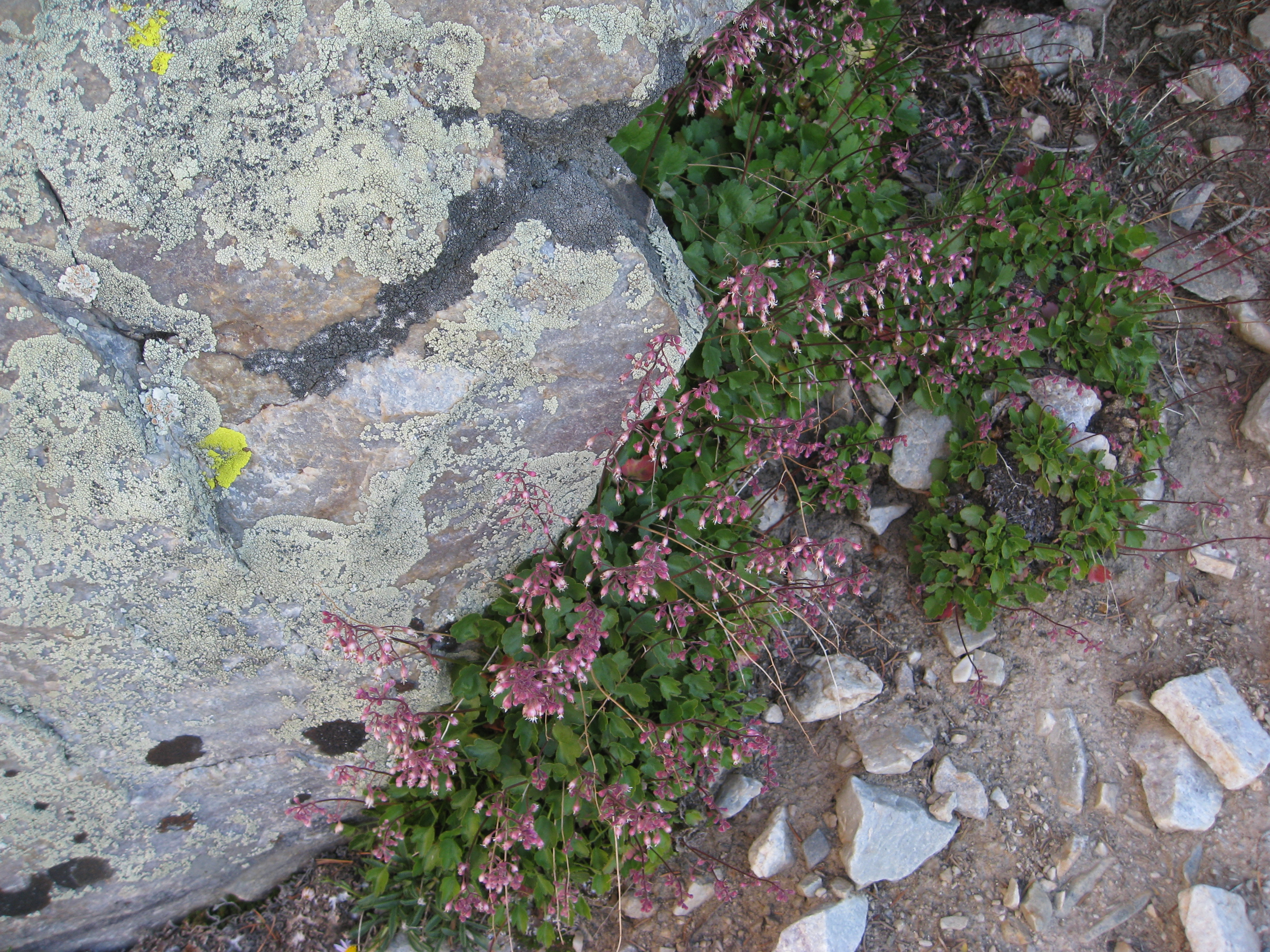
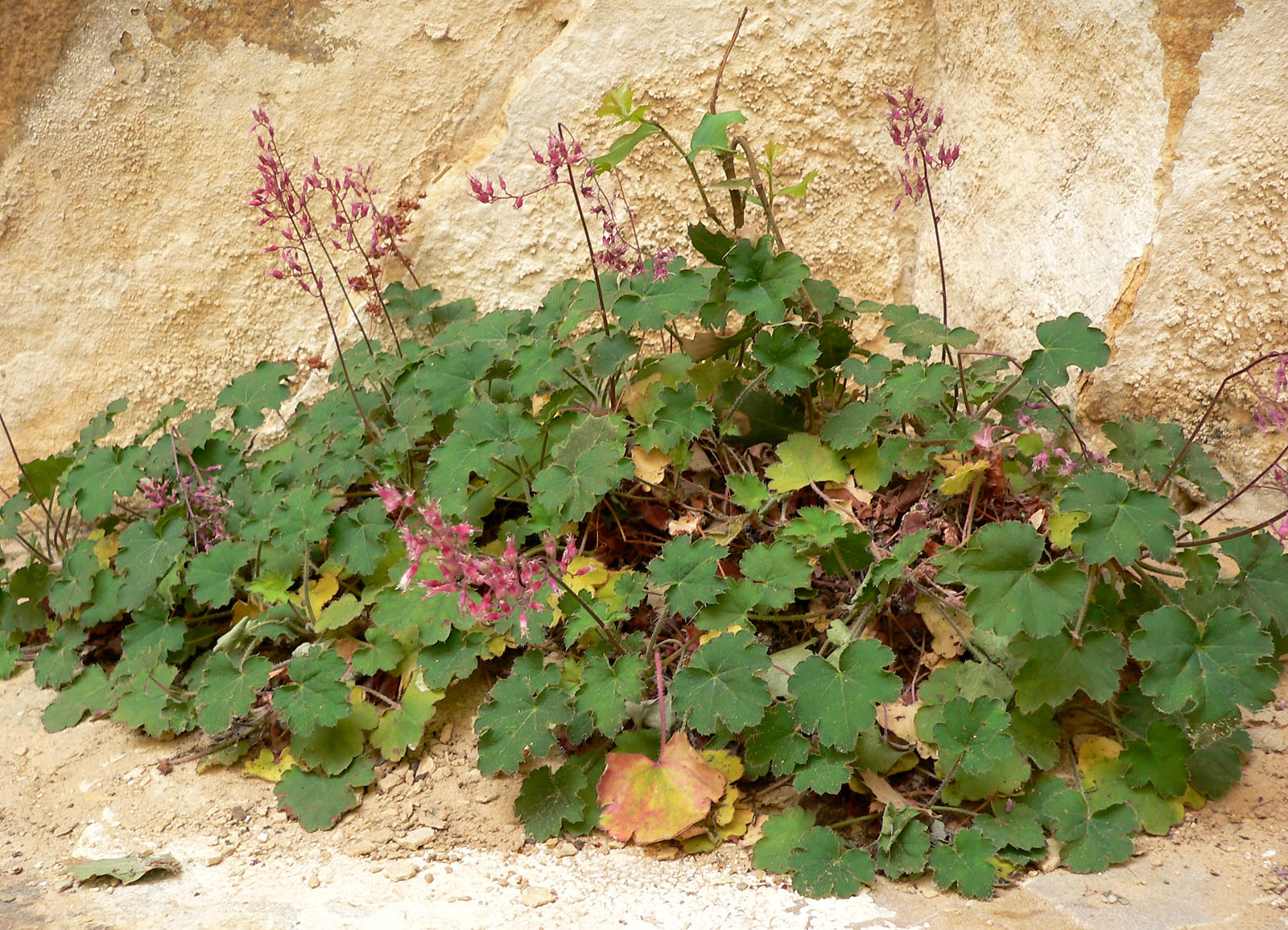